# Кларион (студио)
Кларион (мкд. Кларион) је македонски студио који се бави аудио услугама — снимања, продукције и издавања свих врста музичких пројеката, као и услуга локализовања садржаја — преношење и преснимавање, титловање, синхронизација и превођење на македонски и српски језик. Основан је 1992. године.

## О студију
Кларион је основан 1992. године и постао је угледна компанија за пружање свих врста аудио услуга у БЈР Македонији и на Балкану. У области музичке продукције, Кларион је успоставио блиску сарадњу са најистакнутијим композиторима и продуцентима. У њему су снимљени и произведени бројни музички албуми, са познатим македонским, српским, римским и бугарским музичким звездама.
За реализацију садржаја услуге локализације: преношење гласа, преснимавање, превођење, транскрипција, синхронизација и обрада медија успостављена је сарадња са високо професионалним преводиоцима и уредницима на македонски и српски језик. Сакупљен је тим најистакнутијих глумаца из Македоније и ширег региона за потребе снимања позоришних и анимираних телевизијских серија и филмова. Директори и продуценти успешно управљају овим пројектима из припремних фаза, као што је кастинг глумаца, до испоруке финалног производа клијенту. Кларион студио је направио висококвалитетне пројекте различитих жанрова у трајању од преко 80 000 минута на македонском и српском језику.
Студио је опремљен најсавременијом опремом и Про тулс ХД софтвером, који има за циљ производњу свих врста аудио-визуелних и мултимедијалних пројеката. Комуникација са клијентима и пренос материјала врши се преко широкопојасне интернетске оптичке везе са брзином преноса и преноса података од 50 Мбит / с. Раде на пројектима са високо професионалним и искусним тимовима са континуираним техничким образовањем, што омогућава да Кларион буде једна од најугледнијих компанија у БЈР Македонији и у ширем региону.
Циљ овог предузећа је да обезбеди бројне аудио-визуелне мултимедијалне садржаје који се производе и дистрибуирају од стране реномираних светских компанија нашим финалним корисницима из Македоније и широм света путем телевизије, биоскопа, радија, интернета и мобилних платформи.

## Услуге
Студио Кларион је опремљен у сваком аспекту за извођење свих врста услуга из области аудио и музичких пројеката, као и локализација (синхронизација и војсовер) на македонском и српском језику за све врсте аудио-визуелних садржаја (анимирани радиодифузни и позоришни филмови, документарних и едукативних ТВ програма, итд.).

### Музичке и аудио услуге
Кларион је од 1992. године изводио професионалне услуге снимања, мешања, постпродукције и издавања музичких пројеката. Установљен је и познат по бројним музичким пројектима за најистакнутије македонске певаче, као и поп, изворну народну музику и дечије фестивале које су снимљене и произведене у њему.

### Синхронизација
Синхронизација и војс-овер услуге су изузетно комплексне и захтевне за снимање и продукцију. Стога је Кларион посветио пуно пажње њима како би својим клијентима понудио висококвалитетну услугу и истински ужитак гледаоцима који прате аудио-визуелне садржаје на свом матерњем језику. Као резултат ове посвећености, Кларион студио нуди потпуну синхронизацијску и гласовну услугу на македонском и српском језику за све врсте видео садржаја.
Нуде следеће услуге из свих фаза синхронизације и војс-овера:
- Сценски превод, прилагођавање синхронизације усана и читање доказа;
- Врши глумање и режирање екипе;
- Снимање и уређивање;
- Снимање и адаптација песама;
- Микс и постпродукција;
- фтп испорука материјала у формату који је најпогоднији за клијента.

Да би задовољио све захтеве клијената, Кларион студио је састојао екипу високо професионалних преводилаца за македонски и српски језик, најпознатије професионалне глумце, режисере и супервизоре, као и професионалну техничку екипу за снимање, монтажу и микс.

## Српске синхронизације
Кларион је синхронизације на српски језик радио за Минимакс ТВ, стриминг платформу HBO Go и компанију Vveee Media Limited.

### Списак
- Анималија
- Аша
- Бабар и Бадуове авантуре
- Барби и Крцко Орашчић (2008)
- Барби Златокоса (2008)
- Барби: Лабудово језеро (2008)
- Барби: Принцеза и просјакиња (2008)
- Барби Феритопија (2008)
- Барби: Чаробни пегаз (2008)
- Барбини дневници (2008)
- Барби и дијамантски замак (2008)
- Барби у Божићној причи (2008)
- Барби Палчица
- Барби и три мускетара (2009)
- Барби у причи о сирени (2010)
- Барби у модној бајци
- Барби: Школа за принцезе (2011)
- Барби: Савршени Божић
- Барби у ружичастим ципелама (2014)
- Барби: Марипоза и кристални вилењаци
- Бен и Изи
- Бетовен
- Боб и Боби путују
- Вилењаци
- Вили Фог и 20.000 миља под морем
- Вилин зоолошки врт
- Дугина чаролија: Повратак на острво чаробних капљица
- Гаспард и Лиса
- Гњури, Оли, гњури
- Емили Џоли
- Зигби
- Зелена дружина
- Инами
- Јеж Алфред на задатку
- Клампићи
- Камелот
- Кају (сезона 5)
- Ленин ранч (сезона 1)
- Магични рингишпил
- Мађарске народне приче (сезона 9) (2011)
- Мајмун види, мајмун ради (сезона 1) (2010)
- Мајстор Боб: Почни, ради, гради
- Мала принцеза (2008)
- Мала сирена
- Мали џин
- Марта — пас који говори (сезоне 1—3) (2008)
- Мери Кејт и Ешли у акцији
- Мистерије госпође Малард
- Морске принцезе (2008)
- Необична дружина
- Паунд Папиз - Штене за сваког човека
- Палчица
- Пет и Стен
- Породица Зекановић
- Поштар Пет (2003)
- Птичије друштво
- Пустоловине са браћом Крет (сезоне 1—2)
- Разиграна Мими
- Радознали Џорџ (сезоне 1—4)
- Ратник Кишна Кап (2008)
- Редвол
- Рори - тркачки ауто
- Ружно паче (2019)
- Спартакус и свет под морем
- Супер тим у акцији
- Ти Рекс Експрес
- Том и Џери (2021)
- Трансформерси: робоспасиоци
- Тут и Падл
- Фиксизи (сезона 1)
- Френклин и пријатељи
- Френклин и пријатељи — Френклинова авантура: Путовање у дубоко море
- Френклин и пријатељи — Френклинова авантура: Поларно истраживање
- Хорсленд (2008)
- Црвенкапа и Вук (2019)
- Чаробне зубне виле
- Чаробне клизаљке за хокеј
- Чаробница Лили (C1—2)
- Шелдон
- Шеронин дневник
- Шумковићи

## Сарадња

### Компаније
- Минимакс Србија
- Сони пикчерс
- Ес-Ди-Ај Медија
- Мега ком филм
- Синеплекс (Северна Македонија)
- Кино Око